# Carlotta Patti
Pour les articles homonymes, voir Patti (homonymie).
Carlotta Patti est une cantatrice italienne (soprano) née le 30 octobre 1835 à Florence et morte à Paris 16e le 27 juin 1889.

## Biographie
Fille de Salvator Patti (1800-1869) et Catherine Chiesa, deux musiciens italiens, elle émigre avec sa famille aux États-Unis en 1844.
Gustave Vapereau dans sa biographie, parlant de ses parents : « sa mère était prima donna au théâtre Pergola de Florence, son père a servi pendant la guerre civile de l'Amérique du Nord, dans l'armée des confédérés, comme aide de camp du général Beauregard. Il aurait pris part à onze batailles et aurait été fait prisonnier vers la fin de septembre 1864. Il est mort le 21 août 1869 ».
Elle eut pour premier maître l'un de ses parents, Ettore Barilli ; elle travailla ensuite aux États-Unis avec son beau-frère, Maurice Strakosch (en).
Elle paraît pour la première fois en public, comme chanteuse, à New York, au mois de janvier 1861, dans les grands concerts de l'Académie de musique (en). Elle parcourut ensuite les États-Unis, puis, malgré une légère claudication, résultat d'un accident d'enfance, débuta à l'Opéra de New York, et y obtint autant de succès que sa sœur Adelina dans les mêmes rôles. En janvier 1873, lors d'un voyage, elle échappe à un accident ferroviaire près d'Atlanta (Georgia) qui tue sept personnes et fait quinze blessés.
Elle est venue ensuite à Londres, à Paris, à Vienne et a moins réussi, dans ces villes et dans une foule d'autres, sur le théâtre que dans les concerts. Malgré son talent elle a toujours fui le théâtre, certainement à cause de sa légère infirmité.
Elle a une autre sœur, Amelia, elle aussi cantatrice, mais moins connue, et un frère Carlo (1830-1869), violoniste et chef d'orchestre.
« Elle était douée d'une superbe voix de soprano qui donnait le la suraigu et atteignait jusqu'au si bémol ».
Sa voix s'étendant jusqu'au contre-fa (fa5), l'un de ses airs privilégiés était celui de la Reine de la nuit, Der Hölle Rache kocht in meinem Herzen, dans La Flûte enchantée de Mozart qu'elle transposait un ton au-dessus soit un sol5).
Le 2 septembre 1879, elle épouse à Paris le violoncelliste belge Ernest de Munck. « M. de Munck, fils d'un musicien célèbre et doué d'un talent à la fois sérieux et charmant, professe un véritable culte pour la musique, et ces deux grands artistes forment un couple vraiment heureux, unis dans les mêmes préoccupations, sacrifiant tous deux à la même muse, comme on disait jadis ».
Le lendemain du mariage, le couple part pour un tour du monde qui va durer deux ans et dont les détails vont être rapportés par la presse. En 1880, le couple attaque ainsi en diffamation le Post-Dispatch de Saint-Louis et lui réclament 25 000 dollars de dommages et intérêts pour avoir publié que la chanteuse s'était présentée sur scène en état d'ébriété.
À la suite d'une querelle, de Munck attaque le secrétaire du théâtre de San Francisco (en), M. Fischoff, à coups de canne. Un mandat d'arrestation est délivré contre lui, portant un grave préjudice à la troupe.
En Australie, la cantatrice reçoit les ovations les plus enthousiastes. Aux Indes, elle est accueillie avec enthousiasme, reçue par le souverain de Hyderabad, où, en son honneur, un dîner merveilleux est servi dans une salle à manger ayant pour tapis un lac aux eaux limpides.
En mars 1882, elle est de retour dans son appartement parisien du no 78, avenue Kléber avec la ferme intention de se consacrer à l'enseignement. Elle meurt d’un cancer de l'estomac le 27 juin 1889 à Paris 16e. Son mari, Ernest De Munck part à Londres où il a été nommé professeur de violoncelle à l'école de musique du Guildhall. Il y meurt en janvier 1915.
Carlotta Patti et Ernest De Munck sont inhumés au cimetière de Montmartre, 28e division. En août 1890, on inaugure au cimetière Montmartre le monument consacré à Carlotta Patti de Munck, toujours visible de nos jours : il se compose d'une stèle en pierre de 3 mètres de haut sur 1 mètre de large. Au centre de celle-ci se trouve un médaillon en bronze réalisé par Édouard Lormier, la date de sa mort (27 juin 1889) et un poème composé par Alphonse Karr :

« À Carlotta Patti
Ah ! Je vous reconnais, chère petite Orphée !
C'est vous, cette filleule à laquelle une fée
Fit, au temps de Perrault, un don si merveilleux
Que veulent en vain mettre au rang des contes bleus
Seuls les gens envieux et tristes.
Oui, le don est réel, car je vois et j'entends
Émeraudes, rubis, topazes, améthystes
Ruisseler à travers les perles de vos dents ! »

Une vasque de 1,70 × 1,50 mètre entoure la stèle.

## Galerie

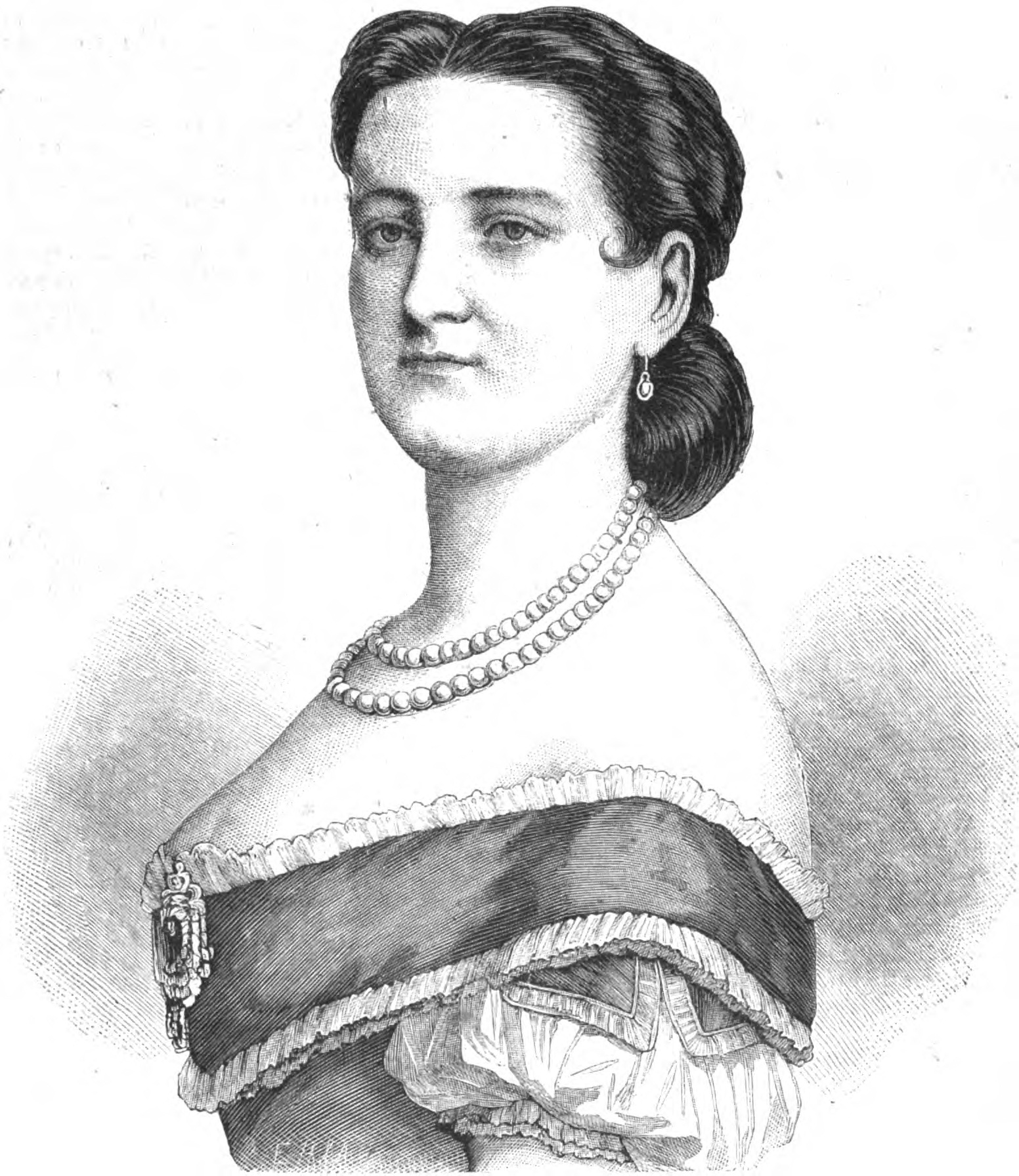
Gravure de la cantatrice, réalisée en 1865.
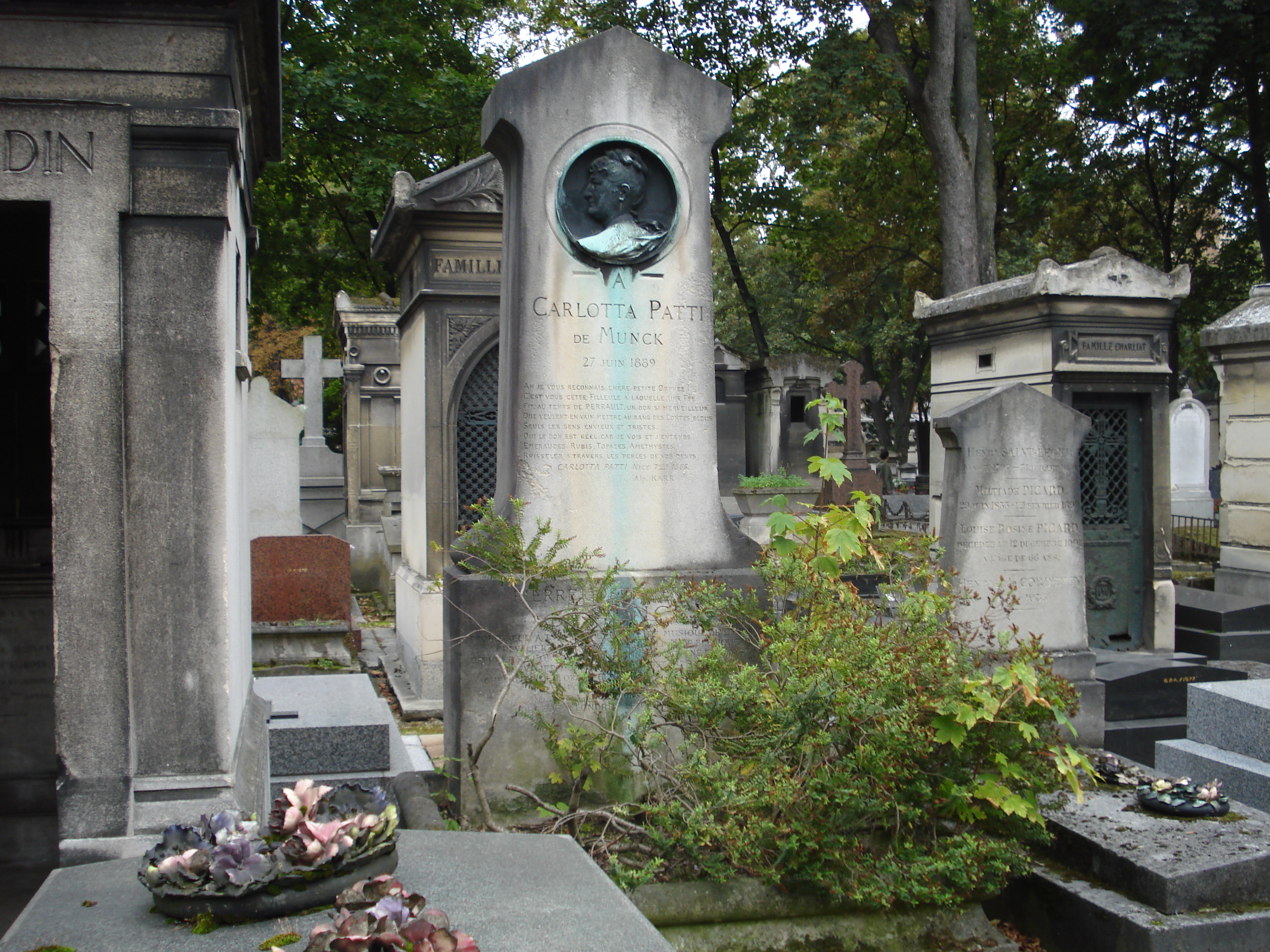
Stèle dédiée à la cantatrice italienne, située au cimetière de Montmartre.
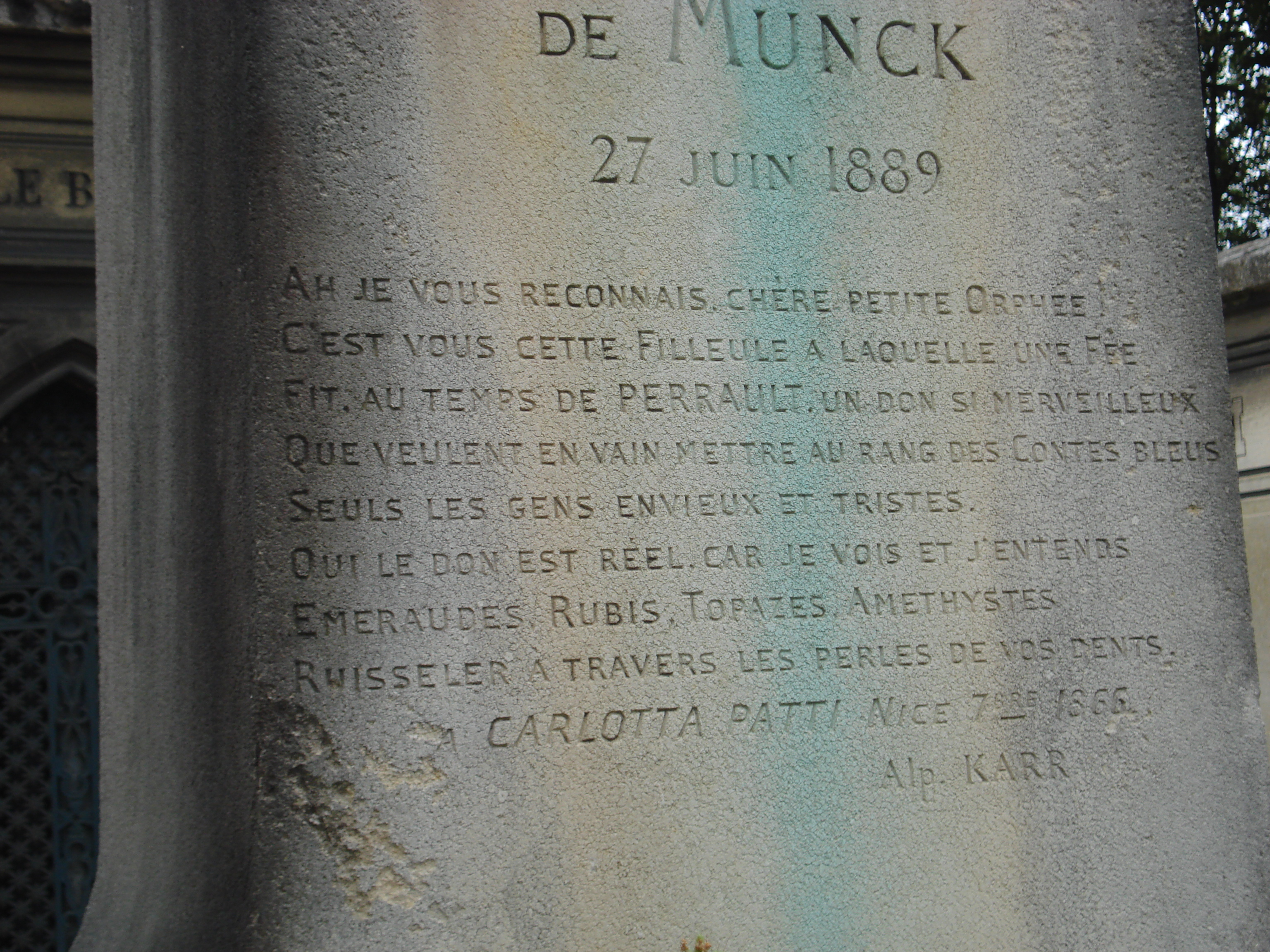
Poésie en hommage rédigée par le journaliste Alphonse Karr.
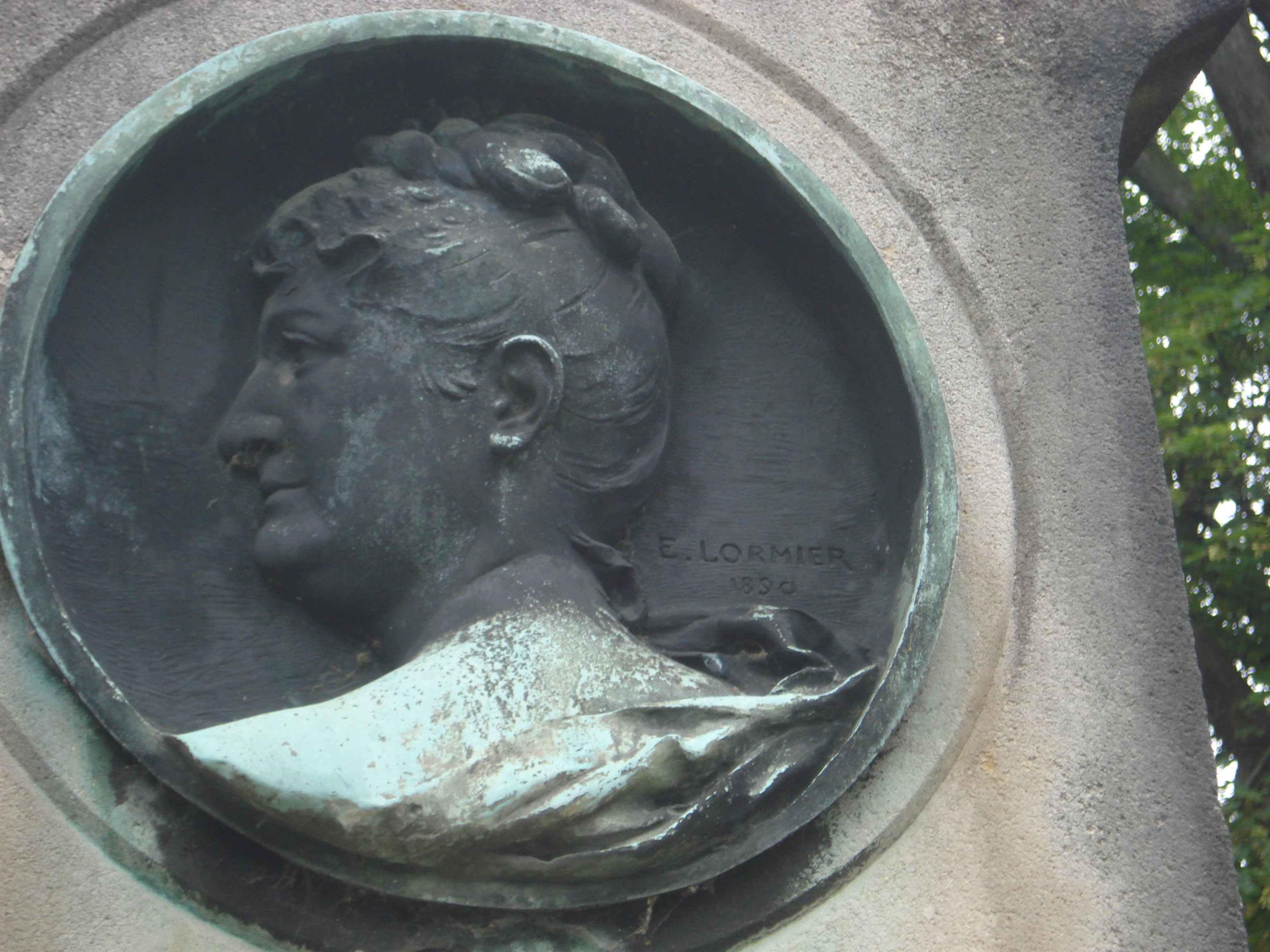
Le médaillon de diamètre 45 cm, réalisé par Édouard Lormier, cimetière de Montmartre.

## Source et références
Source
- Gustave Vapereau, Dictionnaire universel des contemporains lire en ligne sur Gallica

Références
1. ↑  « Nécrologie », « Le Ménestrel », 30 juin 1889 lire en ligne sur Gallica.
2. ↑  La République du Midi, no 7 du 8 janvier 1873, publié sur le site des archives départementales de l'Hérault (consulté le 10 octobre 2020).
3. ↑  « Le XIXe siècle », obsèques de Mme Carlotta Patti, 30 juin 1889, 4e colonne.
4. ↑  Registre des mariages de l'année 1879 pour le 9e arrondissement sur le site des Archives numérisées de la Ville de Paris acte no 852,
5. 1 2  Camille Delaville, « Chronique parisienne », « La Presse » 3 mars 1882, p. 1-2, lire en ligne sur Gallica.
6. ↑  « La Presse », 4 janvier 1880.
7. ↑  « La Presse », 30 janvier 1880.
8. ↑  « Le Figaro », 16 avril 1880.
9. ↑  Inauguration du monument au cimetière Montmartre, « Le Ménestrel », 31 août 1890, p. 280, lire en ligne sur Gallica.